# Tjornomorsk
Tjornomorsk (ukrainsk: Чорноморськ), tidligere Illitjivsk, er en havneby i Odessa rajon i Odessa oblast (provins) i det sydvestlige Ukraine.
Tjornomorsk ligger ved kysten af Sortehavet, cirka 20 km vest for Odessa.
Fra byen er der færgeforbindelse til Varna i Bulgarien.

## Venskabsbyer
- Narva, Estland
- Beyoğlu, Tyrkiet
- Maardu, Estland
- Qaradağ, Aserbajdsjan
- Tczew, Polen